# استخر (فیلم ۲۰۰۱)
استخر (به انگلیسی: Swimming Pool) فیلمی محصول سال ۲۰۰۱ و به کارگردانی بوریس ون سیکوسکی است. در این فیلم بازیگرانی همچون جان هاپکینز، جیمز مک‌آووی، کوردلیا بگیا، آیلا فیشر، لیندا ریبووا و آنا گیسلرووا ایفای نقش کرده‌اند.